# Cirta
Cirta, también conocida por varios otros nombres en la antigüedad, fue el antiguo asentamiento bereber y romano que más tarde se convirtió en Constantina, Argelia. Cirta fue la ciudad capital del reino bereber de Numidia; su ciudad portuaria estratégicamente importante era Rusicade. Aunque Numidia fue un aliado clave de la antigua República Romana durante las Guerras Púnicas (264-146 a. C.), Cirta fue objeto de invasiones romanas durante los siglos II y I a. C. Finalmente cayó bajo el dominio romano durante la época de Julio César. Cirta fue luego repoblada con colonos romanos por César y Augusto y fue rodeada por una "confederación de ciudades romanas libres" como Tiddis, Cuicul y Milevum. La ciudad fue destruida a principios del siglo IV y fue reconstruida por el emperador romano Constantino el Grande, quien dio su nombre a la ciudad recién construida, Constantino. Los vándalos dañaron Cirta, pero el emperador Justiniano I reconquistó y mejoró la ciudad romana. Su importancia disminuyó después de las invasiones musulmanas, pero una pequeña comunidad continuó en el sitio durante varios siglos. Sus ruinas son ahora un sitio arqueológico.

## Nombres
El nombre púnico del pueblo fue krtn [1] [2] (𐤊𐤓𐤕𐤍 , probablemente pronunciado "Kirthan", con un sonido fuerte y entrecortado / tʰ / ) probablemente no sea la palabra púnica que significa "pueblo", que se escribió con una Q (es decir, qof) en lugar de una K (kaf). En cambio, es probable que sea una transcripción púnica de un topónimo bereber ya existente. Más tarde se latinizó como Cirta. Bajo Julio César, el asentamiento se conoció como Respublica IIII Coloniarum Cirtensium; Plinio también lo conocía como Cirta Sittianorum ("Cirta de los Sittianos"). Bajo Augusto, en 27 o 30 a. C., su nombre oficial era Colonia Julia Juvenalis Honoris et Virtutis Cirta; lo que solía reducrirse a Cirta Julia ("Cirta Juliana"), Colonia Cirta o simplemente Cirta. Este nombre se conoció en griego antiguo: Κίρτα, por los historiadores Diodoro Sículo, Polibio, Apiano, Dion Casio y Procopio y por los geógrafos Ptolomeo y Estrabón.
Después de su refundación como Constantina (en latín: Civitas Constantina Cirtensium) por Constantino el Grande después del año 312, Cirta se hizo conocida como Constantina. Tras la conquista musulmana del Magreb, fue conocida como Qusantina.

## Historia

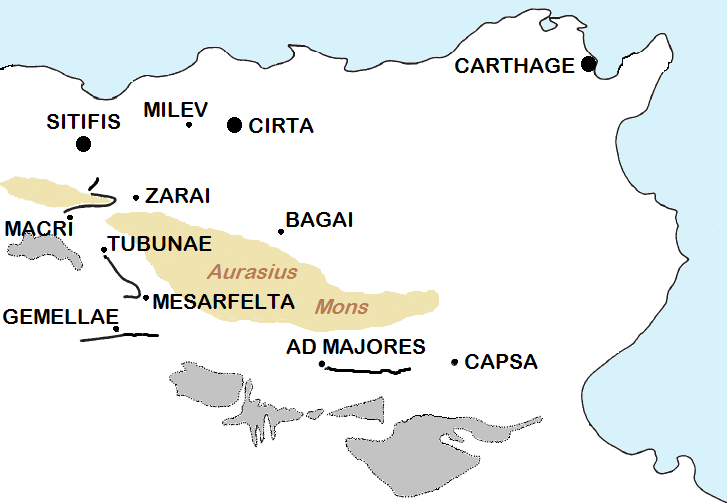
Cirta en la época romana estaba protegida al sur y al oeste por la limes romana, el Fossatum Africae

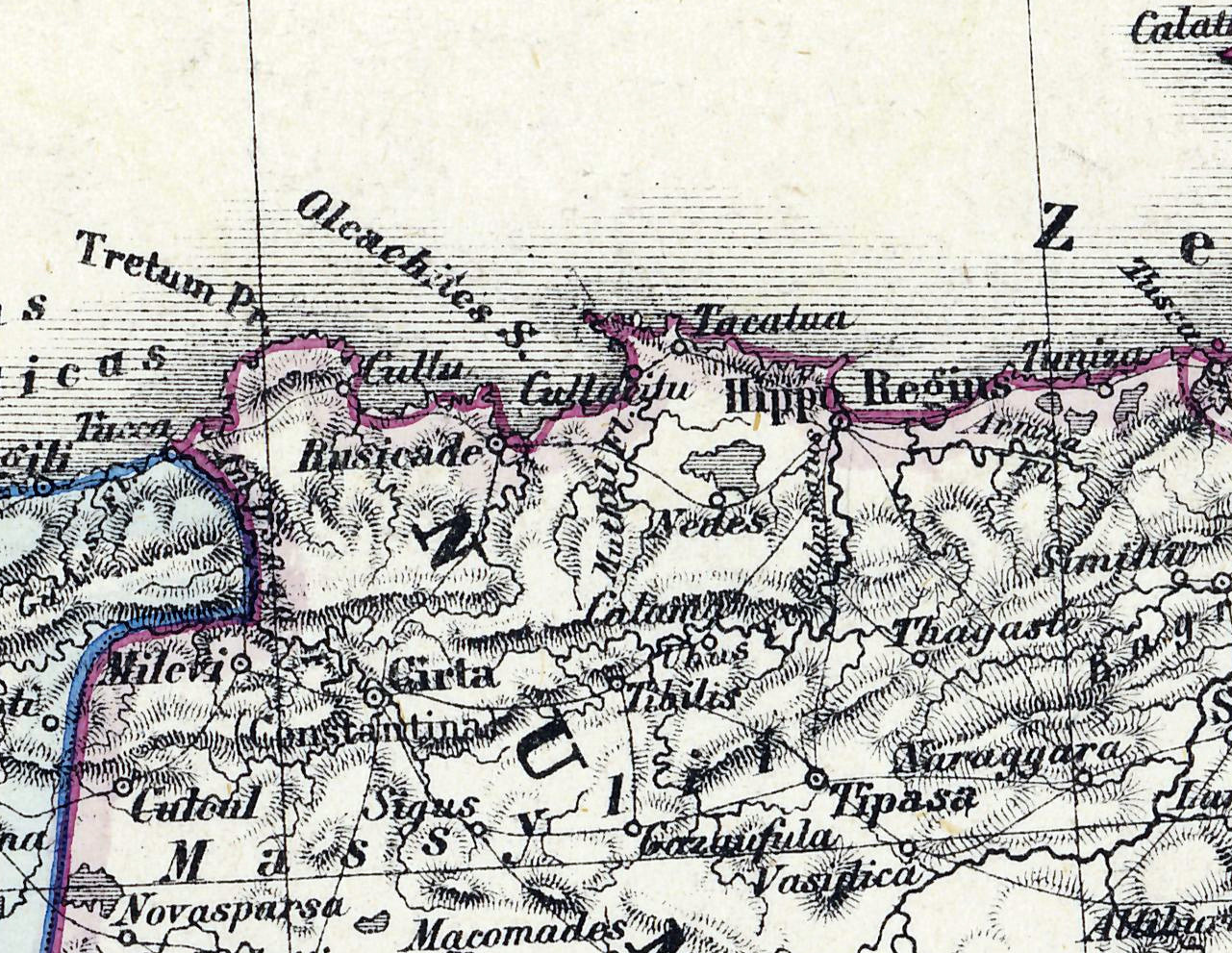
Cirta en el mapa de la Numidia romana

### Reino de Numidia
Cirta fue la capital del reino bereber de Numidia, un importante sitio político, económico y militar al oeste del imperio mercantil dirigido por el asentamiento fenicio de Cártago al este.
Durante la segunda de las guerras de Roma contra Cártago, el 203 a. C., la batalla de Cirta fue una victoria decisiva para Escipión el Africano . El reino siguió siendo un aliado romano independiente tras la destrucción de Cártago en la tercera guerra púnica, pero la influencia comercial romana y la participación política crecieron.
Cuando el rey Micipsa murió en 118 a. C., estalló una guerra civil entre su hijo natural, Aderbal, y su hijo adoptivo Jugurta. Aderbal pidió la ayuda romana y una comisión senatorial negoció una división aparentemente exitosa del reino entre ambos herederos. Jugurta siguió esta mediación, sin embargo, sitió Cirta y mató tanto a Aderbal como a los romanos que lo defendían. Posteriormente, Roma emprendió una guerra contra Jugurta y el estado númido reunificado para afirmar su hegemonía sobre la región[cita requerida] y para asegurar la protección de sus ciudadanos en el extranjero.
Cuando Cirta fue reconstruida en el siglo I a. C., su población era bastante diversa: nativos númidas junto con refugiados cartagineses y comerciantes, banqueros, colonos y veteranos del ejército griegos, romanos e italianos. Esta comunidad de expatriados la convirtió en un importante centro comercial de las posesiones africanas de Roma, aunque técnicamente permaneció fuera de las tierras de la República Romana.

### Imperio Romano
Cirta cayó bajo el dominio romano directo en 46 a. C., tras la conquista del norte de África por Julio César. Publio Sitio Nucerino fue elegido por César para romanizar a los lugareños. Sus hombres, los "sittianos" (Sittiani), eran legionarios de Campania que controlaban las tierras de Cirta en nombre de Roma.
Junto con las colonias de veteranos romanos de Rusicade, Milevum y Collo, Cirta formó un territorio autónomo dentro de la "Nueva África" en los tiempos de Augusto. Sus magistrados y asamblea municipal eran los de la Confederación. Cirta administró fortificaciones (castella) en las tierras altas y en el extremo norte de las colonias, tales como Castellum Mastarense, Elephantum, Tidditanorum, Cletianis, Tibilis, Sigus, entre otras.
En 27 y 26 a. C., la administración del área fue reestructurada bajo Augusto, quien dividió Cirta en comunidades (en latín: pagi) que separaron a los númidas de los sittianos y otros romanos/italianos recién establecidos.
Con la expansión de las limes romanas, la colonia de Cirta se convirtió en el centro de la zona más romanizada del África romana. En el 303 AD Diocleciano la hizo capital de la "Numidia Cirtense". Estaba protegida por el Fossatum Africae que se extendía desde Sitifis e Icosium (actual Argel) hasta Capsa en el golfo de Gabès. Robin Daniel estima que a finales del siglo II, Cirta tenía cerca de 50.000 habitantes.
El cristianismo llegó temprano: mientras que pocos restos del cristianismo africano antes de 200 d. C., los registros de cristianos martirizados en Cirta existían a mediados del siglo III.
La ciudad fue destruida después de un asedio por Rufius Volusianus, el praefectus praetorio del augustus Majencio; Las fuerzas de Majencio derrotaron al pretendiente imperial Domicio Alejandro en 310. Constantino el Grande la reconstruyó bajo su propio nombre después de 312 y su propia victoria sobre Majencio en la Batalla del Puente Milvio. Constantino hizo de Constantina la capital de toda la Numidia romana. En 320 el obispo de Cirta fue acusado de haber entregado textos cristianos a las autoridades durante la persecución de Diocleciano, que había comenzado en 303 en Cirta. El obispo Silvanus era donatista y fue procesado en diciembre de 320 por Domicio Zenófilo, el consularis y procónsul de África; las actas de los procedimientos se conservan en latín: Gesta apud Zenophilum  las Hazañas de Zenófilo, un texto recopilado en el Apéndice de Optatano. En el siglo IV también existió una cueva para la práctica del mitraísmo. 
En 412, Cirta fue sede de otro importante concilio cristiano, supervisado por San Agustín. Según Mommsen, Cirta hablaba completamente latín y era cristiana cuando los vándalos llegaron en el año 430.
Bajo el emperador Justiniano I, las murallas de la ciudad fueron reforzadas y la ciudad fue nombrada capital de su región con un comandante residente (dux). Cirta formó parte del África bizantina desde 534 hasta 697.

### Conquista islámica
Durante la conquista musulmana del Magreb, Constantina fue defendida sin éxito por la reina bereber Kahina.[cita requerida] Aunque muchas ciudades romanas, bizantinas y vándalas fueron destruidas durante la expansión del Califato, Constantina sobrevivió en forma reducida con una pequeña comunidad cristiana hasta el siglo X. El desarrollo posterior de la ciudad se detalla en el artículo Constantina.

### Citas
1. ↑  «Cirta», Encyclopedie Berbère.
2. 1 2  Jacques Heurgon, "Les origines campaniennes de la Confédération cirtéenne"; François Bertrandy, "L'État de P. Sittius et la région de Cirta – Constantine (Algérie), Ier siècle avant J.-C. – Ier siècle après J.-C.", in L'Information historique, 1990, pp. 69-73.
3. ↑  Plinio, Natural History, Book V, sect. 22.
4. ↑  LOUIS, RENÉ. “A LA RECHERCHE DE ‘CIRTA REGIA’ CAPITALE DES ROIS NUMIDES.” Hommes Et Mondes, vol. 10, no. 39, 1949, pp. 276–287. JSTOR, www.jstor.org/stable/44207191. Accessed 19 Feb. 2020.
5. ↑  Joseph Bingham, Origines Ecclesiasticae, Volume 3 p11.
6. ↑  «Κίρτα - Cirta/Constantine, major city of Numidia, modern Constantine, Algeria». ToposText (topostext.org). Consultado el 13 de mayo de 2020.
7. 1 2  Bockmann, Ralf (2018), «Cirta»,  en Nicholson, Oliver, ed., The Oxford Dictionary of Late Antiquity (en inglés) (Oxford University Press), ISBN 978-0-19-866277-8, doi:10.1093/acref/9780198662778.001.0001/acref-9780198662778-e-1078, consultado el 13 de mayo de 2020.
8. ↑  Atlas Antiquus, H. Kiepert, 1869.
9. 1 2  The Cambridge Ancient History. 2nd ed., vol. 9, p. 29
10. ↑  The Cambridge Ancient History. 2nd ed., vol. 9, p. 638
11. ↑  The Cambridge Ancient History. 2nd ed., vol. 9, p. 28 London: Cambridge University Press, 1970.
12. ↑  Roman History, Cassius Dio, vol. 43, ch. 9
13. ↑  «Classical Gazetteer, page 321». Archivado desde el original el 11 de marzo de 2006. Consultado el 2 de enero de 2021.
14. ↑  The Cambridge Ancient History. 2nd ed., vol. 10, p. 607
15. ↑  Robin Daniel, History of Christianity in Roman Africa.
16. ↑  The Cambridge Ancient History. 2nd ed., vol. 12, p. 585, 645
17. ↑  «General View, Constantine, Algeria». World Digital Library. 1899. Consultado el 25 de septiembre de 2013.
18. ↑  Lunn-Rockliffe, Sophie (2018), «Optatan Appendix»,  en Nicholson, Oliver, ed., The Oxford Dictionary of Late Antiquity (en inglés) (Oxford University Press), ISBN 978-0-19-866277-8, doi:10.1093/acref/9780198662778.001.0001/acref-9780198662778-e-3457, consultado el 13 de mayo de 2020.
19. ↑  Corcoran, Simon (2018), «Zenophilus, Domitius»,  en Nicholson, Oliver, ed., The Oxford Dictionary of Late Antiquity (en inglés) (Oxford University Press), ISBN 978-0-19-866277-8, doi:10.1093/acref/9780198662778.001.0001/acref-9780198662778-e-5136, consultado el 13 de mayo de 2020.
20. ↑  Theodore Mommsen. The Provinces of the Roman Empire Section:Africa
21. ↑  
«CIRTA (Constantine) Algeria». The Princeton Encyclopedia of Classical Sites. Consultado el 12 de abril de 2015.